# Music for Two in Love
| Recensione | Giudizio |
| ---------- | -------- |
| AllMusic   |          |

Music for Two in Love è un album di Patti Page, pubblicato dalla casa discografica Mercury Records nel 1956.

## Tracce

### LP
Lato A
1. I'm Getting Sentimental Over You – 2:57 (Ned Washington, George Bassman) – Registrato il 10 novembre 1953
2. We Just Couldn't Say Goodbye – 3:05 (Harry Woods) – Registrato il 10 novembre 1953
3. Try a Little Tenderness – 2:59 (Jimmy Campbell, Reg Connelly, Harry M. Woods) – Registrato il 10 novembre 1953
4. Under a Blanket of Blue – 3:06 (Marty Symes, Al J. Neiburg, Jerry Livingston) – Registrato il 10 novembre 1953
5. Everything I Have Is Yours – 3:08 (Harold Adamson, Burton Lane) – Registrato il 10 novembre 1953
6. I Hear a Rhapsody – 2:34 (George Fragos, Jack baker, Dick Gasparre) – Registrato il 15 ottobre 1953

Lato B
1. Imagination – 2:29 (Johnny Burke, Jimmy Van Heusen) – Registrato il 15 ottobre 1953
2. The Nearness of You – 3:09 (Ned Washington, Hoagy Carmichael) – Registrato il 15 ottobre 1953
3. I Got It Bad – 2:51 (Paul Francis Webster, Duke Ellington) – Registrato l'8 giugno 1953
4. Don't Get Around Much Anymore – 2:52 (Bob Russell, Duke Ellington) – Registrato l'8 giugno 1953
5. Do Nothing till You Hear from Me – 2:27 (Bob Russell, Duke Ellington) – Registrato l'8 giugno 1953
6. Come Rain or Come Shine – 3:20 (Johnny Mercer, Harold Arlen) – Registrato il 21 febbraio 1955

- Durata brani estratti dalle note su vinili dell'album originale (MG-20099 A / MG-20099 B)

## Musicisti
- Patti Page – voce
- Jack Rael – conduttore orchestra